# 8bitpeoples
 8bitpeoples is een DIY platenlabel en artiestencollectief in New York, dat focust op 8-bit. Het werd in 1999 opgericht door Jeremiah "Nullsleep" Johnson en Mike "Tangible" Hanlon.

## Leden
- Bit Shifter
- minusbaby
- NO CARRIER
- Nullsleep
- openBack
- Otro
- Random
- Trash80
- Twilight Electric
- x|k